# Chère canaille
Pour plus de détails, voir Fiche technique et Distribution.
Chère canaille est un film français réalisé par Stéphane Kurc, sorti en 1986.

## Fiche technique
- Titre : Chère canaille
- Réalisation : Stéphane Kurc
- Scénario : Corinne Atlas, Christian Biegalski et Pierre Geller
- Photographie : Jean-Claude Larrieu
- Musique : Juan José Mosalini
- Pays d'origine :  France
- Date de sortie : 1986

## Distribution
- Jean-Pierre Bacri : Francis Lebovic
- Véronique Genest : Frédérique Henriot
- Hervé Berdah : David Lasry
- Rosy Varte : Daisy Lasry
- Serge Marquand : Lino Lasry
- Valérie Finifter : Patricia Lasry
- Philippe Sfez : Eric
- Patrick Chesnais : Paul
- Sam Karmann : Richard
- Manuela Gourary : La chanteuse
- Fernand Guiot : Joseph Vandamme
- Franck-Olivier Bonnet : Schuman, le producteur
- Jean Périmony : Le juge
- Rudy Lenoir : L'avocat
- Henri Attal
- Michel Israël